# 紀の川市立田中小学校
紀の川市立田中小学校（きのかわしりつ たなかしょうがっこう）は、和歌山県紀の川市打田にある公立小学校。

## 分校
- 高野分校（4年生までであったが休校中） - 〒649-6161 和歌山県紀の川市高尾595
  - 北緯34度13分56秒 東経135度22分39秒 / 北緯34.23222度 東経135.37750度
- 赤尾分校（2007年度限で廃校） - 〒649-6404 和歌山県紀の川市赤尾326
  - 北緯34度16分16秒 東経135度22分48秒 / 北緯34.27111度 東経135.38000度

## 沿革
- 1895年（明治28年）6月 - 田中尋常小学校が開校。
- 1897年（明治30年）9月 - 下井阪分教場を設置。
- 1899年（明治32年）5月 - 赤尾分教場を再開。
- 1908年（明治41年）6月 - 高野分教場を設置。
- この頃、高等科を併設。田中尋常高等小学校と改称。
- 1915年（大正4年）5月 - 下井阪・高野両分教場の校舎が竣工。
- 1917年（大正6年）5月 - 赤尾両分教場の校舎が竣工。
- 1934年（昭和9年）9月 - 室戸台風で下井阪分教場が全壊。
- 1941年（昭和16年）4月 - 国民学校令により、田中国民学校と改称。
- 1947年（昭和22年）4月 - 学制改革により、田中村立田中小学校と改称。
- 1963年（昭和38年）4月 - 併設していた打田町立田中中学校を、打田町立打田中学校に統合・移転。
- 1965年（昭和40年）8月 - プール（旧）竣工。
- 1966年（昭和41年）2月 - 校歌制定。
- 1967年（昭和42年）7月 - 高野分校にプール竣工。
- 1971年（昭和46年）10月 - 黒潮国体ハンドボール開会式に児童全員が参加。
- 1972年（昭和47年）3月 - 鉄筋3階建校舎竣工。木造校舎解体。
- 1984年（昭和59年）4月 - 高野分校に体育館竣工。
- 1992年（平成4年）5月 - プール（現）竣工。
- 1996年（平成8年）10月 - 開校100周年記念式典を挙行。
- 2005年（平成17年）11月7日 - 那賀郡5町合併による紀の川市発足に伴い、紀の川市立田中小学校と改称。
- 2008年（平成20年）3月 - 赤尾分校が廃校となる。

## 通学区域
卒業生は基本的に紀の川市立打田中学校に進学する。
- 紀の川市
  - 上野、打田、窪、竹房（一部を除く）、高野、黒土、広野、赤尾、東大井、久留壁、西大井、田中馬場、花野、尾崎、畑野上、中井阪、下井阪、 西井阪

## 周辺

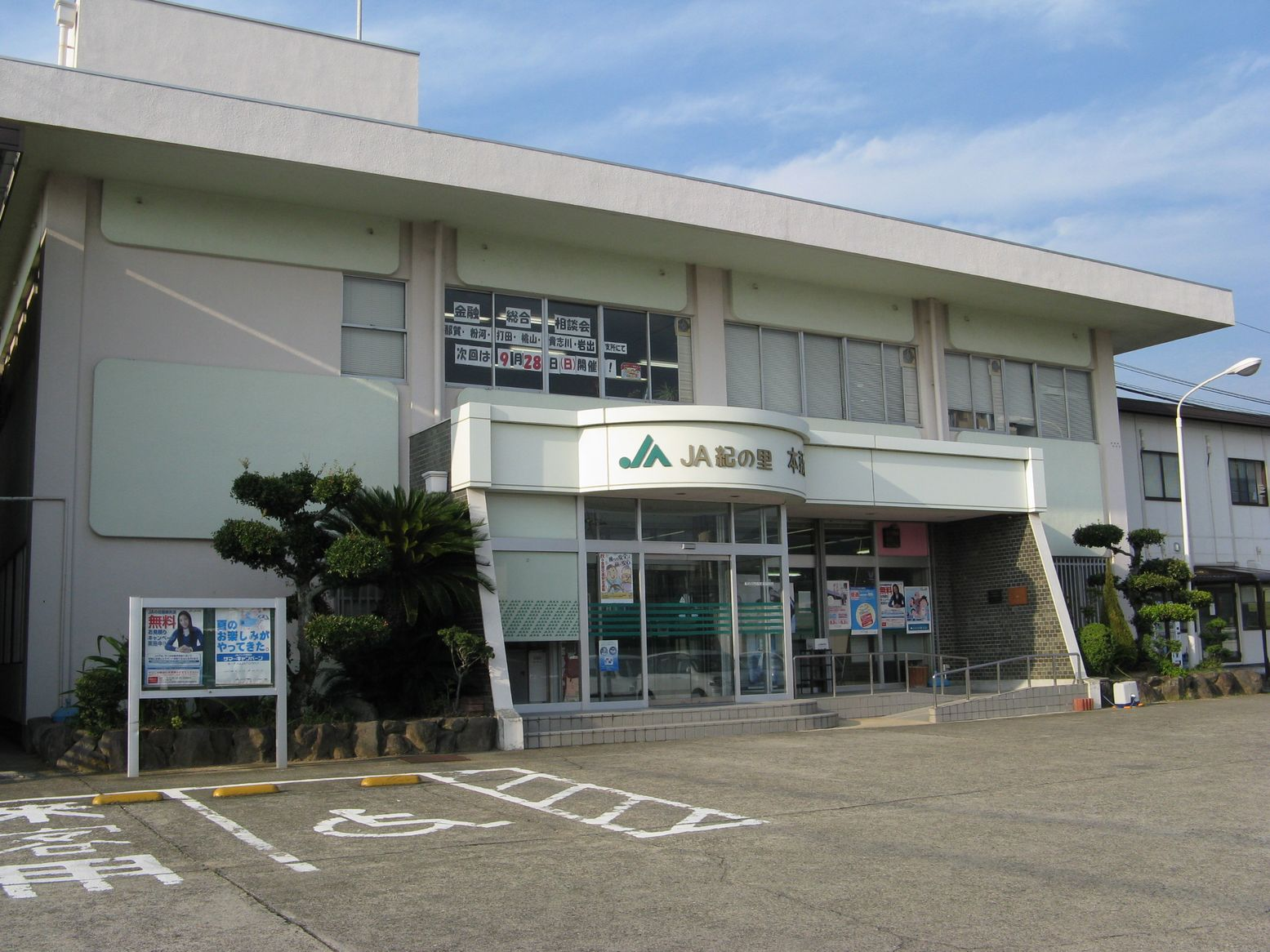
紀の里農協 本所

- 紀の里農業協同組合本所
- 公立那賀病院

## 交通
- JR西日本和歌山線打田駅から南へ700m
- 和歌山バス那賀 田中小学校前にて下車
- 紀の川市地域巡回バス 公立那賀病院から南へ500m
- 和歌山県道14号和歌山打田線沿い

## 通学区域が隣接している学校
- 紀の川市立池田小学校
- 紀の川市立長田小学校
- 紀の川市立竜門小学校
- 紀の川市立安楽川小学校
- 岩出市立岩出小学校
- 岩出市立上岩出小学校